# 王良福
王良福丶男，中華人民共和國軍事、政治人物，中國人民解放軍少將。

## 生平
歷任中國人民解放軍戰略支援部隊政治工作部副主任丶中国海警局政治委员丶东部战区政工部副主任丶中共十九大代表    